# Donji Vidovec
Donji Vidovec (mađarski: Muravid) je općina u Hrvatskoj. Smještena je u Međimurskoj županiji.

## Općinska naselja
U sastavu općine jedino je i istoimeno naselje Donji Vidovec.

## Zemljopis
Donji Vidovec smjesten je na istoku Međimurske županije.

## Stanovništvo
Po popisu stanovništva iz 2001. godine, općina Donji Vidovec imala je 1595 stanovnika u jednom naselju – Donjem Vidovcu.

#### Nacionalni sastav, 2001.
- Hrvati – 1586 (99,44 %)
- Rusi – 3
- Srbi – 2
- Ukrajinci – 1
- neopredijeljeni – 1
- ostali – 2

#### Stanovništvo od 1857. do 2011.
| Općina        | 1857. | 1869. | 1880. | 1890. | 1900. | 1910. | 1921. | 1931. | 1948. | 1953. | 1961. | 1971. | 1981. | 1991. | 2001. | 2011. |
| ------------- | ----- | ----- | ----- | ----- | ----- | ----- | ----- | ----- | ----- | ----- | ----- | ----- | ----- | ----- | ----- | ----- |
| Donji Vidovec | 1686  | 1774  | 1867  | 2082  | 2166  | 2301  | 2323  | 2188  | 2387  | 2306  | 2279  | 2141  | 1903  | 1756  | 1595  | 1403  |

| broj stanovnika | 1686  | 1774  | 1867  | 2082  | 2166  | 2301  | 2323  | 2187  | 2387  | 2306  | 2279  | 2141  | 1904  | 1756  | 1595  | 1399  | 1197  |
|                 | 1857. | 1869. | 1880. | 1890. | 1900. | 1910. | 1921. | 1931. | 1948. | 1953. | 1961. | 1971. | 1981. | 1991. | 2001. | 2011. | 2021. |

| broj stanovnika | 1686  | 1774  | 1867  | 2082  | 2166  | 2301  | 2323  | 2187  | 2387  | 2306  | 2279  | 2141  | 1904  | 1756  | 1595  | 1399  | 1197  |
|                 | 1857. | 1869. | 1880. | 1890. | 1900. | 1910. | 1921. | 1931. | 1948. | 1953. | 1961. | 1971. | 1981. | 1991. | 2001. | 2011. | 2021. |

## Povijest
Na području Donjeg Vidovca pronađeni su značajni nalazi iz doba antike. Zbog blizine utoka Mure u Dravu Donji Vidovec je bio i središte naseljenosti cijelog istočnog Međimurja od Čukovca i Donjeg Mihaljevca pa sve do Legrada i Kotoribe. Duže vrijeme u povijesti nosio je ime Bistrica koje je dobio po obližnjem potoku Bistrecu (Bystercz), a od 1478 godine nosi ime Zentwyd tj. Sveti Vid. Toj župi pripadali su Donja Dubrava, Altarec (Sveta Marija), Donji Mihaljevec i Kotoriba, gotovo do konca 18. stoljeća.
U pisanim dokumentima Donji Vidovec prvi puta se spominje godine 1226. pod imenom “predium Bistrec” (imanje Bistrec).

## Poznate osobe
- Mirka Klarić, operna pjevačica

## Obrazovanje
U Donjem Vidovcu nalazi se Područna škola Donji Vidovec.

## Kultura
"Lov na zlatarski prsten" je manifestacija kojom se njeguje uspomena na poznate donjovidovske ispirače zlata, odnosno starog zanata koji je uvršten na popis nematerijalnih kulturnih dobara Republike Hrvatske, ali i na vidovske ratnike – Vidovske voke, koji su se u doba Zrinskih hrabro borili protiv Turaka.

#### KUD „Donji Vidovec“
Kulturno umjetničko društvo osnovano je 20. svibnja 1989. god. pod nazivom KUD „Stjepan Šlibar“. U samom početku društvo ima 47 članova koji djeluju u tri sekcije: tamburaškoj, folklornoj i dramskoj s inicijativom očuvanja narodnih napjeva i plesova s područja Donjeg Vidovca. Godine 1997. društvo je promijenilo naziv u KUD „Donji Vidovec“ pod kojim djeluje i danas.

## Šport
- NK Vidovčan Donji Vidovec